# Ivo Dědina
Ivo Gabriel Dědina Anceaux (Praag, 28 september 1922 – Amsterdam, 12 november 1999) was een Tsjechisch-Frans-Nederlandse componist, dirigent en pianist.
Hij studeerde piano, orgel, theorie en vormleer in Nymburg. In 1967 sluit hij zijn piano- en compositiestudie aan het Praags conservatorium af. Gedurende de jaren 1946-1968 was hij als pianist verbonden aan de Opera en het Ballet van de Nationale Schouwburg in Praag.
Mede vanwege tegenstand tegen zijn filosofische opinies, ecologische overtuigingen en religieuze uitingen voelde Dědina zich verplicht te vertrekken uit Tsjecho/Slowakije. Na een kort engagement als dirigent in Oostenrijk was hij van 1969 tot 1987 actief als pianist in Frankrijk (Salle Pleyel). Vanaf 1987 woonde hij te Amsterdam.
Tijdens zijn laatste levensjaren pleitte Dědina voor een bescherming van de bedreigde natuur hetgeen tot uiting kwam in zijn pianocyclus Les Eaux.

## Oeuvre
Zijn belangrijkste werken zijn de balletten: Malborough s´en va-t-en guerre, La Vieille, L'oisseau Jü, Orphée mal dépecé, Le Dieu Bleu, Apsara en Shiva, La Laitière.
Andere composities: muzikale komedie Pléiades et Les Néons, satirisch schouwspel Faust, pantomime ballet Pafnucius en la jolie Eusebie.
Talrijke composities voor piano als Les Mélodies Oriëntales en La suite grecque.
Meer dan honderd liederen als Op het Geluk, Romantische Liederen, Liederen in Spaanse Stijl, Liederen op Koreaanse en Chinese verzen, Le Cygne Sauvage en Le Bestiaire.
Documenten over zijn leven en zijn werken zijn te vinden in een tiental stichtingen, musea, Tsjechische bibliotheken en binnen het Nationaal Archief in het Dědina fond.